# بازی دوستانه

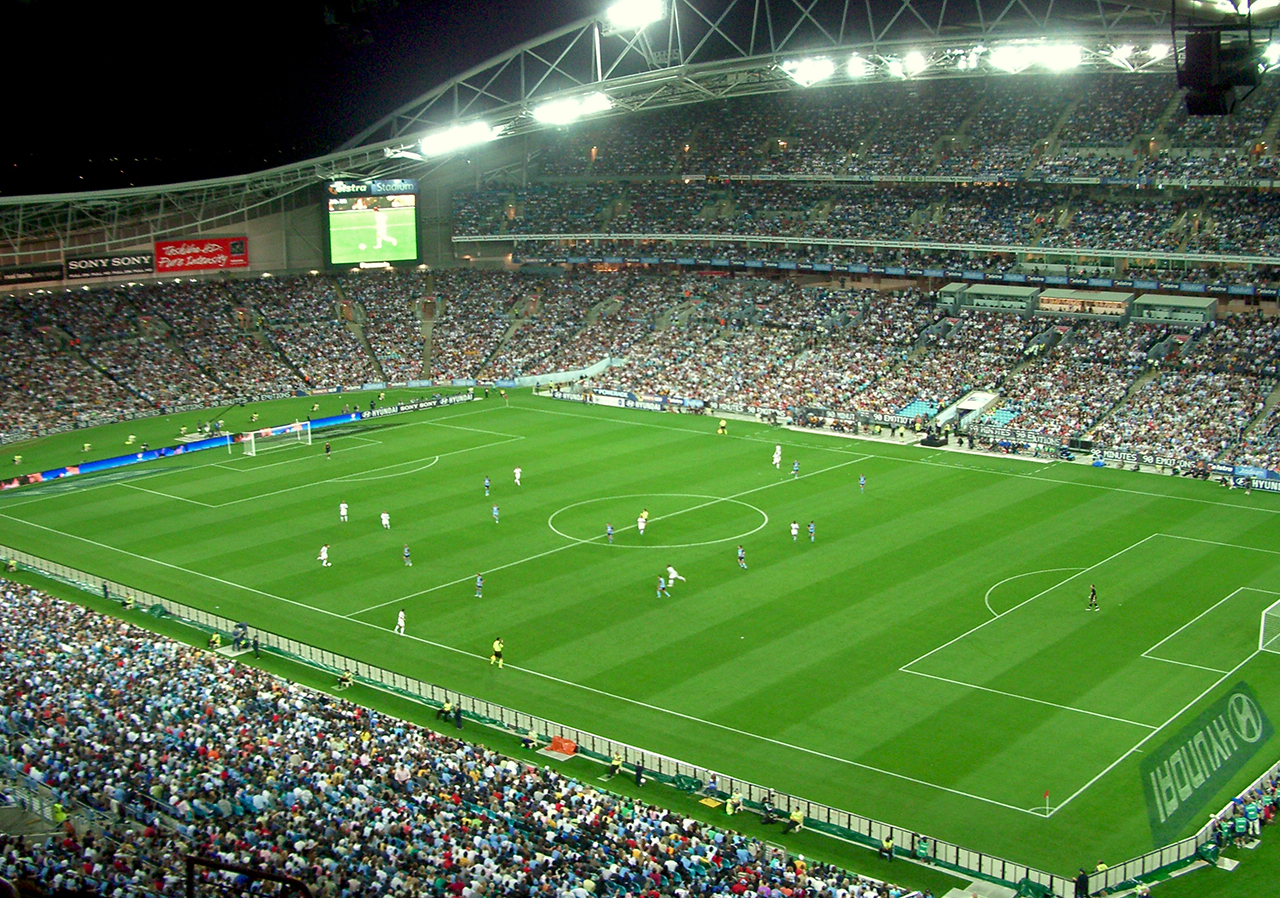
بازی دوستانهٔ سیدنی اف.سی. در برابر لس‌آنجلس گلکسی در ورزشگاه استرالیا در نوامبر ۲۰۰۷.

بازی دوستانه (که به عنوان بازی تمرینی، تدارکاتی، نمایشی یا بازی پیش فصل نیز نامیده می‌شود) رویدادی ورزشی است که در آن با گذشت از نتیجهٔ مسابقه، برای آماده‌سازی یک بازیکن یا تیم‌های ورزشی برگزار می‌شود و اثری بر رده‌بندی بازیکن یا تیم ندارد یا بسیار کم است و کیفیت بازی، بیش از نتیجه اهمیت دارد. در ورزش‌های گروهی، این گونه از مسابقه‌ها معمولاً برای کمک به مربیان و مدیران در گزینش و آماده‌سازی بازیکنان برای مسابقات رقابتی در طول فصل یک لیگ یا تورنمنت انجام می‌شود. در صورتی که بازیکنان (معمولا تیم‌های ملی) در تیم‌های مختلفی از لیگ‌های دیگر بازی کنند، بازی‌های تدارکاتی فرصتی را برایشان فراهم می‌کند تا به هماهنگی برسند. این بازی‌ها می‌تواند بین تیم‌های مختلف یا به صورت درون تیمی میان اعضای یک تیم برگزار شود.
هدف از یک بازی دوستانه می‌تواند حل یک چالش، ایجاد سرگرمی، تبلیغ آن ورزش، بزرگداشت یک سالگرد یا یک بازیکن پرآوازه یا گردآوری پول برای موسسه‌های خیریه نیز باشد. لیگ‌ها در رشته‌های ورزشی مختلف برای نمایش بهترین بازیکنان خود در برابر یکدیگر بازی‌هایی مانند آل-استار برگزار می‌کنند، در سایر بازی‌های دوستانه ممکن است شرکت کنندگان از دو لیگ یا کشور مختلف به شکلی غیررسمی برای به اثبات رساندن خود به عنوان بهترین تیم رقابت کنند. مسابقات بین‌المللی چون بازیهای المپیک نیز ممکن است برای ترویج یک ورزش، بازیهای دوستانه برگزار کند.

## فوتبال

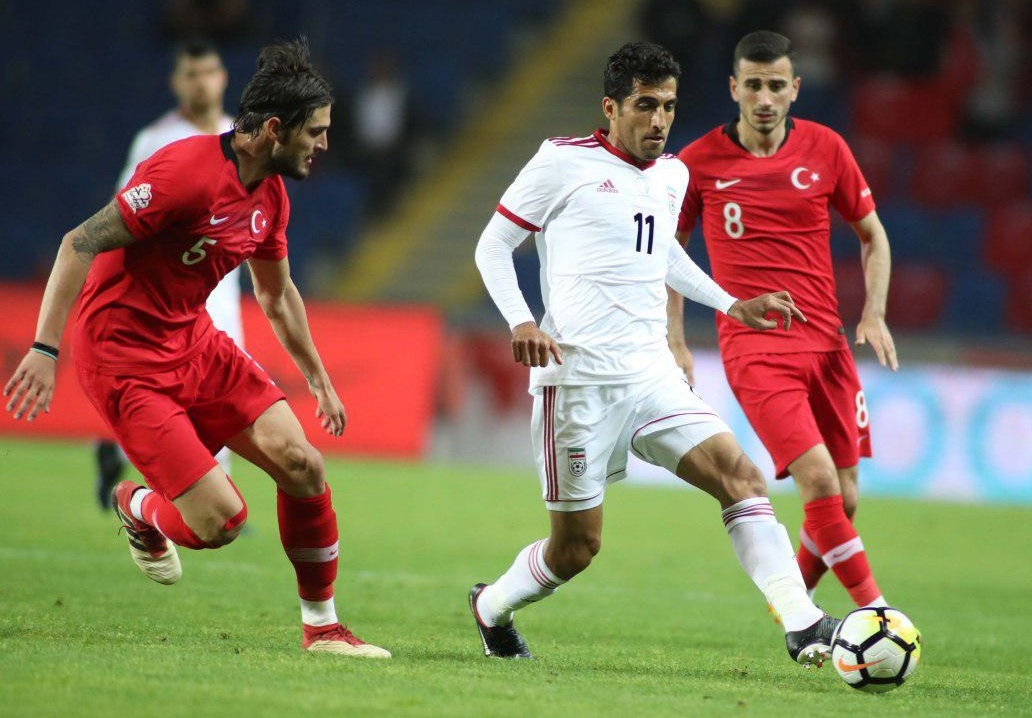
بازی دوستانه بین تیم‌های ملی فوتبال ایران و ترکیه

در اوایل فوتبال، بازی‌های دوستانه متداول‌ترین نوع مسابقات بود. با این حال از زمان توسعه لیگ فوتبال در انگلیس در سال ۱۸۸۸، علاوه بر مسابقات دربی و جام‌های حذفی، مسابقات لیگ نیز تأسیس شد. تا سال ۲۰۰۰، لیگ‌های ملی تقریباً در هر کشور در سراسر جهان و همچنین لیگ‌های محلی یا منطقه‌ای برای تیم‌های سطح پایین تأسیس شدند؛ بنابراین نسبت به قرن نوزدهم اهمیت مسابقات دوستانه به‌طور جدی کاهش یافت.

### فوتبال باشگاهی
با ایجاد لیگ‌های فوتبال، اکثر باشگاه‌ها قبل از شروع هر فصل تعداد زیادی بازی دوستانه انجام می‌دهند (که به عنوان بازی پیش فصل شناخته می‌شوند). مسابقات فوتبال دوستانه غیر رقابتی تلقی می‌شود و فقط برای «آماده‌سازی» بازیکنان برای یک فصل جدید یا یک مسابقه استفاده می‌شود. ممکن است برخی از قوانین تغییر کند یا مورد آزمایش قرار گیرد (مانند تعویض‌های نامحدود، که به تیم‌ها این اجازه را می‌دهد تا بازیکنان جوان‌تر و کم تجربه‌تر را به بازی بگیرند یا بدون کارت بازی کنند). غالباً چنین بازی‌هایی بین یک باشگاه بزرگ و باشگاه‌های کوچکی که در آن نزدیکی بازی می‌کنند برگزار می‌شود. برخی از تیم‌ها در مسابقات کوتاه‌مدت مانند جام امارات، جام بین‌المللی قهرمانان و مسابقات آمستردام شرکت می‌کنند. اگرچه این رویدادها ممکن است شامل اسپانسر و جایزه باشد و حتی از تلویزیون پخش شود، اما اعتبار کمی دارند.

### فوتبال ملی

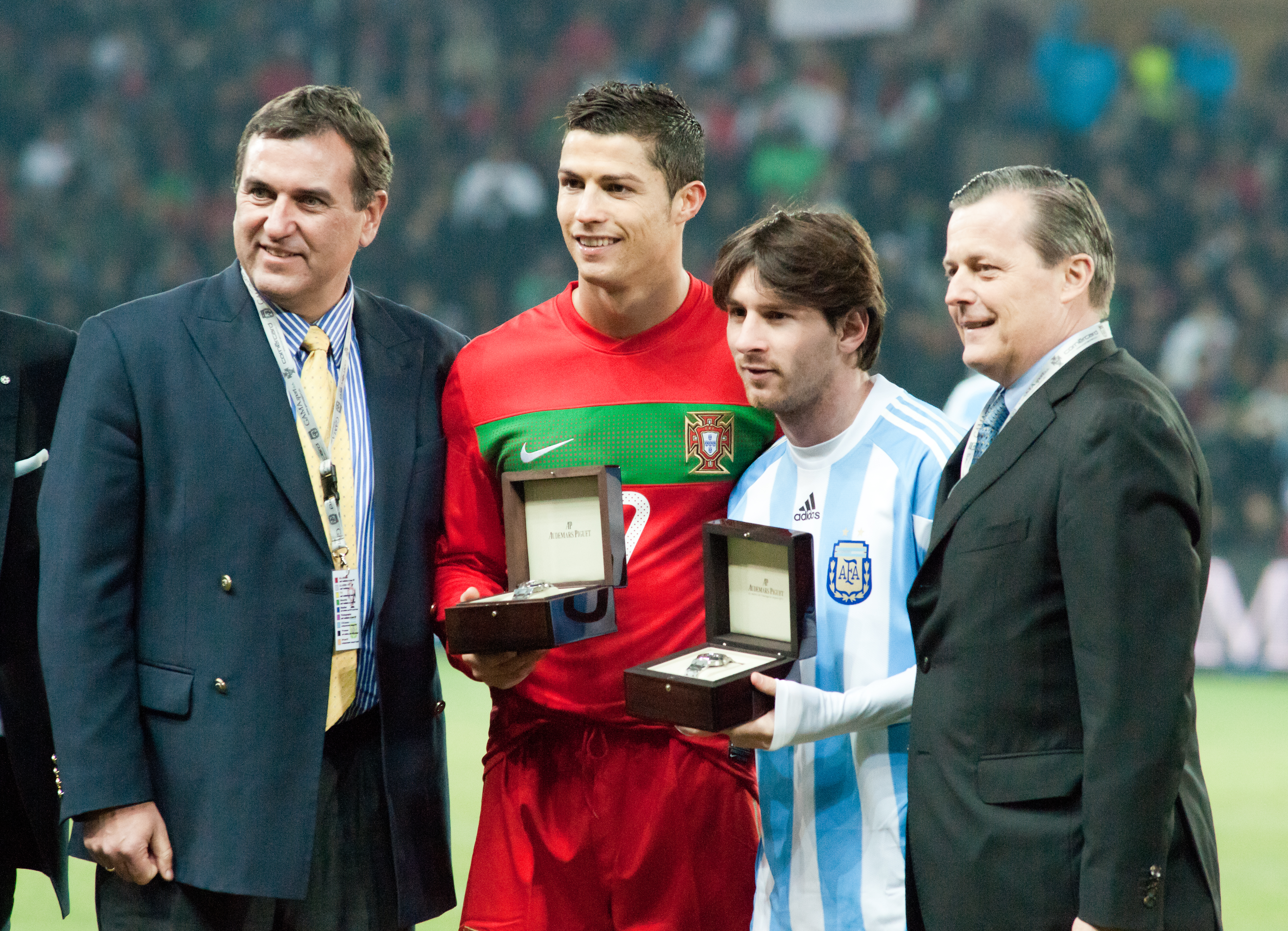
کریستیانو رونالدو و لیونل مسی در مراسمی قبل از مسابقه دوستانه پرتغال–آرژانتین در سوئیس، ۲۰۱۱.

تیم‌های ملی نیز به‌طور کلی به منظور ایجاد آمادگی برای مراحل مقدماتی یا نهایی مسابقات بزرگ، بازی‌های دوستانه برگزار می‌کنند. از آنجا که تیم‌های ملی معمولاً وقت کمتری برای آماده‌سازی دارند این مسابقات ضرورت دارند. بزرگ‌ترین تفاوت بازی‌های دوستانه در سطح باشگاهی و ملی آن است که بازی‌های دوستانهٔ ملی بیشتر در میانه هر فصل از لیگ‌های باشگاهی برگزار می‌شود، نه بین آنها. این امر گاهی منجر به اختلاف نظر بین تیم‌های ملی و باشگاه‌ها در مورد در دسترس بودن بازیکنانی شده‌است که ممکن است در یک بازی دوستانه آسیب ببینند یا خسته شوند. بازی‌های دوستانه ملی به مربیان تیم این فرصت را می‌دهد تا قبل از مسابقات، بازیکنان انتخابی تیم و تاکتیک‌ها را آزمایش کنند و همچنین به آنها امکان می‌دهد توانایی بازیکنان را ارزیابی کنند. در بازی‌های دوستانه ملی ممکن است بازیکنان اخطار بگیرند یا از مسابقات آینده بر اساس کارت قرمز یا کارت‌های زرد متعدد، در یک دوره مشخص محروم شوند. تعداد بازی‌ها و گل‌های زده شده نیز در کارنامه بازیکن به حساب می‌آیند. در سال ۲۰۰۴، فیفا در پاسخ به انتقاد از اینکه اینگونه مسابقات روندی مسخره به خود گرفته‌است و مربیان ۱۱ تعویض را در هر مسابقه انجام می‌دهند، تصمیم گرفت تعداد تعویض‌های یک تیم در هر مسابقه را به شش محدود کند. در صورت نقض این آیین‌نامه، یک مسابقه ملی وضعیت رسمی خود را از دست می‌دهد. مسابقات فوتبال چند ملیتی مانند جام پادشاه، جام کیرین و جام چین معمولاً از نظر فیفا به عنوان بازی دوستانه ملی تلقی می‌شود.

### بازی خیریه
در انگلیس و ایرلند، مسابقاتی همچون بازی‌های سالانه که میان ستارگان لیگ مانند آنهایی که در لیگ برتر فوتبال آمریکا یا لیگ ژاپن برگزار می‌شود، بازی نمایشی نامیده می‌شوند نه دوستانه، در حالی که مواردی که در بالا به عنوان بازی دوستانه توصیف شده‌است، نمایشی تلقی نمی‌شوند. بازی‌هایی که معمولاً شامل یک یا دو تیم از ستارگان، برای جمع‌آوری کمکهای خیریه برگزار می‌شود، یا مسابقه‌ای که به افتخار بازیکن یک باشگاه ترتیب داده می‌شود، نیز ممکن است به عنوان مسابقات نمایشی یاد شوند اما به‌طور معمول آنها را به ترتیب مسابقات خیریه و مسابقات تشریفاتی می‌نامند.

### بازی درون تیمی
یک بازی درون تیمی معمولاً یک مسابقه فوتبال غیر رقابتی است که بین دو طرف از اعضای یک تیم انجام می‌شود و بیشتر به عنوان بخشی از تمرین آموزشی، یا آماده‌سازی بازیکنان برای بازی برگزار می‌شود. همچنین ممکن است مدیران قبل از پیشنهاد قرارداد، از بازی‌های درون تیمی به عنوان فرصتی برای سنجش عملکرد یک بازیکن بهره برند. این بازی‌ها اکثراً در زمین تمرین انجام می‌شود تا استادیومی که تماشاچی در آن حضور ندارد.

## بوکس
مبارزات نمایشی یا دوستانه در بوکس معمول است. جک دمپسی پس از بازنشستگی در بازی‌های نمایشی بسیاری مبارزه کرد. جو لویی در بازی برگشت خود با بادی بائر یک مبارزه با اهداف خیریه انجام داد، اما این بازی به عنوان دوستانه در نظر گرفته نشد. محمد علی در مبارزات بسیاری از این دست از جمله مبارزه با لایل آلزادو حضور داشت. در دوران مدرن تر، مایک تایسون، خولیو سزار چاوز، خورخه کاسترو، اسکار د لا هویا و فلوید می ودر جونیور مبارزات نمایشی داشته‌اند که برای منفعت مالی صورت نگرفته‌است، اما مسابقات آماتور (معمولاً) و مسابقات تمرینی جزو مبارزات نمایشی محسوب نمی‌شوند.

## هاکی روی یخ
پیش از آغاز فصل NHL ۱۹۱۷–۱۸، یک بازی دوستانه در ۱۵ دسامبر، بین دو تیم مونترال کانادینز و مونترآل وندررز با اهداف خیریه برای کمک به قربانیان انفجار هالیفاکس انجام شد.
بر اساس توافق جمعی لیگ ملی هاکی ۱۹۹۵–۲۰۰۴، تیم‌ها حق دارند تنها ۹ بازی پیش فصل انجام دهند. از سال ۱۹۷۵ تا ۱۹۹۱، تیم‌های NHL گاهی در رقابت‌هایی با عنوان سوپر سری مقابل تیم‌های اتحاد جماهیر شوروی بازی‌های دوستانه انجام می‌دادند و در سال ۱۹۷۸ نیز در تمرینات پیش فصل با تیم‌های انجمن جهانی هاکی بازی می‌کردند. مانند NHL ،NFL نیز گاهی در شهرهای فاقد تیم مخصوص خود در لیگ ملی هاکی، بازی‌های دوستانه را برنامه‌ریزی می‌کند، اغلب در خانه تیم وابسته به خود باشگاه در لیگ‌های کوچک (به عنوان مثال بازی‌های کارولینا هوریکانز در ورزشگاه تایم وارنر کیبل آرنا در شارلوت کارولینای شمالی، که محل بازی‌های خانگی تیم زیرمجموعه آنها در لیگ AHL، شارلوت چکرز در فاصله سال‌های ۲۰۱۵–۲۰۱۰ بود؛ بازی‌های لس آنجلس کینگز در تویوتا آرنا در شهر انتاریو کالیفرنیا، که ورزشگاه خانگی تیم وابسته به آنها در لیگ AHL، انتاریو رین است؛ بازی‌های مونترال کانادینز در ورزشگاه کولسی پپسی در شهر کبک، که هیچ تیم هاکی حرفه‌ای ندارد اما تا قبل از سال ۱۹۹۵ در NHL تیم داشت؛ بازی‌های واشینگتن کاپیتالز در ورزشگاه رویال فارمز آرنا در رقابت هاکی کلاسیک شهر بالتیمور؛ بازی‌های بوفالو سیبرز در ورزشگاه پگولا آیس آرنا واقع در محوطه دانشگاه ایالتی پنسیلوانیا که مالک ورزشگاه ترنس پگولا دانشجوی آن بود و بازی‌های تیم‌های مختلف از غرب کانادا در ساسکتل سنتر در ساسکاتون، مکانی بالقوه برای گسترش NHL). امروزه، همه تیم‌ها باید شش، هفت یا هشت بازی پیش فصل داشته باشند. در هر بازی پیش فصل باید حداقل هشت بازیکن کهنه‌کار و باتجربه (طبق قانون و بر اساس تعداد بازی‌های انجام شده توسط بازیکن) حضور داشته باشند، به جز در مسابقات جام جهانی هاکی. در فصل ۹۵—۱۹۹۴ و فصل ۱۳–۲۰۱۲، هیچ بازی پیش فصلی به دلیل وقفه در لیگ انجام نشد.
از سال ۲۰۰۰، برخی از بازی‌های پیش فصل در اروپا در برابر تیم‌های اروپایی انجام شده‌است، به عنوان بخشی از سری رقابت‌های NHL Challenge و NHL Premiere. علاوه بر بازی‌های معمول پیش فصل، تورنمنت‌های احتمالی مانند مسابقات YoungStars تیم ونکوور کناکز و اردوی تمرینی دیترویت رد وینگز نیز وجود دارد که در آن بازیکنان امید تیم‌های لیگ ملی هاکی تحت لوای باشگاه اصلی خود مقابل یکدیگر قرار می‌گیرند.
در سال ۱۹۹۲، مانون ریوم به عنوان دروازه‌بان، در یک بازی پیش فصل برای تیم تمپا بی لایتنینگ بازی کرد و اولین زنی شد که برای یک تیم ورزشی مردانه در آمریکای شمالی بازی کرده‌است.
Flying Fathers، گروهی از کشیش‌های کاتولیک کانادایی، به‌طور منظم در آمریکای شمالی بازی‌های هاکی دوستانه را برای امور خیریه انجام می‌دادند. یکی از بنیانگذاران این سازمان، لز کاستلو، یک بازیکن NHL بود که پس از کناره‌گیری از هاکی حرفه‌ای به عنوان کشیش منصوب شد. یکی دیگر از تیم‌های برجسته هاکی در رقابت‌های دوستانه، تیم هاکی بازنشستگان بوفالو سیبرز است که تقریباً به‌طور کامل از بازیکنان بازنشسته NHL تشکیل شده‌است، اکثریت آنها (همان‌طور که از نامش پیداست) حداقل بخشی از دوران حرفه‌ای خود را در تیم بوفالو سیبرز بازی کرده‌اند.
تیم‌های هاکی دانشگاهی آمریکا گاهی بازی‌های دوستانه را مقابل تیم‌های دانشگاهی کانادا و همچنین تیم‌های ملی آمریکا یا کانادا انجام می‌دهند. (در هاکی مردان، تیم‌های ملی بزرگسالان از بین بازیکنان NHL و سایر بازیکنان حرفه‌ای انتخاب می‌شوند و تیم‌های دانشگاهی حتی در صورت مجاز بودن به بازی در مقابل این تیم‌ها شانس چندانی برای برد ندارند. با این وجود تیم‌های دانشگاهی اجازه دارند به مصاف تیم‌های ملی زیر ۱۸ سال که از آماتورها تشکیل می‌شوند، بروند)

## بیسبال

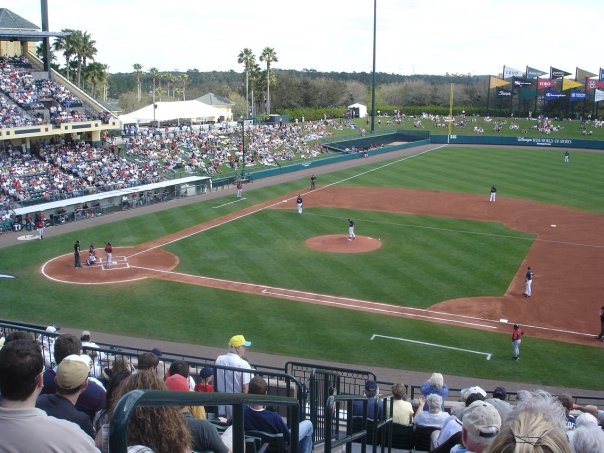
یک بازی دوستانه در تمرینات بهاره بین دو تیم آتلانتا بریوز و متز، در سال ۲۰۰۸.

مسابقات پیش فصل لیگ برتر بیسبال به عنوان تمرینات بهاره شناخته می‌شود. همه تیم‌های MLB یک پایگاه تمرینات بهاره را در آریزونا (تیم‌های شرق) یا فلوریدا (تیم‌های غرب) برقرار دارند. تیم‌های آریزونا لیگ کاکتوس را تشکیل می‌دهند، در حالی که تیم‌های فلوریدا در لیگ گریپ فروت بازی می‌کنند. هر تیم حدود ۳۰ بازی پیش فصل مقابل تیم‌های دیگر MLB انجام می‌دهد. آنها همچنین ممکن است در مقابل یک تیم دانشگاهی محلی یا تیم‌های زیردسته خود از لیگ پایین‌تر بازی کنند. گاهی جدول زمانی رقابت‌ها برای یک تیم شامل دو بازی در یک روز است که در این صورت هر تیم به دو دسته مساوی تقسیم می‌شود که به بازی‌های "تقسیم تیم" معروف هستند.
چندین تیم MLB در طول سال بازی‌های دوستانه منظمی را در مقابل تیم‌های مجاور در لیگ بزرگ دیگر انجام می‌دادند، اما انجام بازی‌های میان دو لیگ در طول فصل، چنین بازی‌هایی را غیرضروری کرده‌است. دو تیم MLB از کانادا، تورنتو بلو جیز در لیگ آمریکا و مونترآل اکسپوز در لیگ ملی، هر ساله برای رقابت در جام پیرسون با هم دیدار می‌کردند. این سنت زمانی پایان یافت که تیم مونترآل اکسپوز برای فصل ۲۰۰۵ به واشینگتن دی.سی. نقل مکان کرد. به همین ترتیب، نیویورک یانکیز از سال ۱۹۴۶ تا ۱۹۸۳ در بازی دوستانه Mayor's Trophy در مقابل رقبای مختلف محلی بازی می‌کردند.
همچنین برگزاری بازی دوستانه یک تیم در برابر تیم‌های زیرمجموعه در لیگ کوچکتر در طول یک فصل امری عادی است، اما نگرانی از آسیب دیدگی بازیکنان، همراه با مشکلات سفر، این امر را بسیار نادر کرده‌است. بازی‌های دوستانه بین تیم‌های یک شهر که در لیگ‌های مختلف بازی می‌کنند، مانند رقابت‌های Crosstown Classic تیم‌های شهر شیکاگو و رقابت‌های Subway Series بین تیم‌های شهر نیویورک که قبلاً فقط برای رجزخوانی برگزار می‌شد، اکنون به بازی‌های بین لیگ تبدیل شده‌است.
بازی آل-استار MLB که هر ساله در ماه ژوئیه بین بازیکنان تیم‌های AL و بازیکنان تیم‌های NL برگزار می‌شود، مدتها بود که یک مسابقه نمایشی در نظر گرفته می‌شد، هرچند بین ۲۰۰۳ و ۲۰۱۶ این وضعیت زیر سؤال رفت زیرا به لیگی که تیمش برنده بازی آل-استار بود برای رقابت World Series آینده مزیت بازی در خانه اعطا می‌شد (قبل از سال ۲۰۰۳ لیگ‌ها به‌طور متناوب در خانه خود بازی می‌کردند؛ از سال ۲۰۱۷ تیمی که رکورد بهتری در فصل ثبت کرده باشد از مزیت بازی در خانه برخوردار می‌شود).
یکی دیگر از بازی‌های نمایشی، بازی تالار مشاهیر یا تالار مشاهیر کلاسیک که آخر هفته در محل استقرار تالار مشاهیر بیسبال در کوپرزتاون نیویورک انجام می‌شد، که به دلیل بازی‌های لیگ و آنکه تیم‌ها فقط با بازیکنان ذخیره بازی می‌کردند، در سال ۲۰۰۸ به پایان رسید.

## بسکتبال

### بسکتبال حرفه‌ای
تیم‌های اتحادیه ملی بسکتبال (NBA) معمولاً هشت بازی پیش فصل در سال انجام می‌دهند که تعداد آنها به ندرت به کمتر از ۷ بازی می‌رسد. امروزه تیم‌های NBA تقریباً همیشه در پیش فصل با یکدیگر بازی می‌کنند اما اغلب در ورزشگاه‌های بیطرف و خارج از محدوده مناطق خود، تا به این ترتیب کسانی که معمولاً نمی‌توانند در طول یک فصل برای تماشای بازی‌ها به ورزشگاه تیم میهمان سفر کنند، بتوانند یک بازی را از نزدیک ببینند؛ به عنوان مثال، تیم مینه سوتا تیمبرولوز در ورزشگاه‌های داکوتای شمالی و جنوبی بازی داشته، و در این حال تیم فونیکس سانز یک بازی دوستانه را در خارج از خانه در ورزشگاه ایندین ولز تنیس گاردن در ایندیان ولز کالیفرنیا برنامه‌ریزی کرد که سالانه چنین بازی‌هایی در قالب لیگ NBA تنها یک بار خارج از خانه برگزار می‌شود. بازی‌های دوستانه‌ای از این دست نیز بنا به مناسبت‌هایی خارج از ایالات متحده و کانادا نیز برگزار شده‌است.
از سال ۱۹۷۱ تا ۱۹۷۵، تیم‌های NBA بازی‌های دوستانه پیش فصل را در مقابل تیم‌های اتحادیه بسکتبال آمریکا برگزار می‌کردند. در روزهای ابتدایی NBA، باشگاه‌های لیگ گاهی هارلم گلوبتراترز افسانه‌ای را در قالب بازی‌های دوستانه به چالش می‌کشیدند، که با موفقیت‌هایی هم همراه بود. NBA بازی‌های پیش فصل را در اروپا و آسیا نیز انجام داده‌است. از سال ۲۰۱۵ NBA، بازی‌های NBA آفریقا را با بازیکنان آفریقایی شاغل در لیگ NBA در برابر سایر بازیکنان لیگ برنامه‌ریزی کرده‌است. تیم‌های NBA همچنین به مصاف تیم‌هایی از لیگ بسکتبال ملی استرالیا رفته‌اند. در فصول ۲۰۰۶ و ۲۰۰۷، NBA و رقابت‌های برتر باشگاه‌های اروپا، یورولیگ، یک تورنمنت پیش فصل را با حضور دو تیم NBA و تیم‌های راه یافته به فینال یورولیگ آن سال برگزار کردند. در فصول ۹۹—۱۹۹۸ و ۱۲—۲۰۱۱، تیم‌ها فقط به دو بازی پیش فصل به دلیل وقفه در لیگ محدود شدند. بازی سالانه آل-استار NBA یک بازی نمایشی است. تیم‌های اتحادیه ملی بسکتبال زنان هر سال حداکثر سه بازی پیش فصل انجام می‌دهند. تیم‌های WNBA با یکدیگر و همچنین با تیم‌های ملی بسکتبال زنان بازی می‌کنند. در بیشتر سال‌ها، WNBA یک بازی آل-استار نیز برگزار می‌کند، که در صورت همزمانی با مسابقات بین‌المللی مانند بازی‌های المپیک، این بازی لغو می‌شود.

### بسکتبال دانشگاهی
به‌طور سنتی، تیم‌های بزرگ بسکتبال دانشگاهی فصل خود را با چند بازی دوستانه آغاز می‌کردند و همچنین به مصاف تیمهایی که از بازیکنان سابق دانشگاهی تشکیل می‌شدند مانند Athletes in Action یا تیم تحت حمایت ماراتن پترولیوم می‌رفتند. تا قبل از سال ۱۹۹۲، زمانی که FIBA به بازیکنان حرفه‌ای در تیم‌های ملی خارجی اجازه داد، دانشگاه‌ها با این تیم‌ها بازی‌های دوستانه برگزار می‌کردند. با این حال، در سال ۲۰۰۳، اتحادیه ملی ورزش دانشگاهی بازی با تیم‌های غیر دانشگاهی را ممنوع کرد. برخی از تیم‌ها بازی‌های دوستانه در برابر تیم‌های حاضر در سطوح پایین‌تر لیگ‌های دانشگاهی NCAA Division II و NCAA Division III، یا حتی دانشگاه‌های مستقر در کانادا را در دستور کار قرار داده‌اند. تیم‌های بزرگتر بسکتبال دانشگاهی هنوز در طول تابستان برای بازی در رقابت‌های دوستانه به کشورهای دیگر سفر می‌کنند، اگرچه برای یک تیم دانشگاهی در هر چهار سال تنها یک تور خارجی و در هر تور حداکثر ده بازی مجاز است.

## فوتبال آمریکایی

### لیگ ملی فوتبال
تیم‌های لیگ ملی فوتبال (NFL) سالانه چهار بازی پیش فصل را انجام می‌دهند، دو بازی در خانه و دو بازی خارج از خانه. به استثنای دو تیم که یک بازی پنجم در بازی تالار مشاهیر فوتبال حرفه‌ای انجام می‌دهند. این بازی‌های تدارکاتی، که بیشتر آنها در ماه اوت برگزار می‌شود، کمکی برای مربیان در محدود کردن فهرست بازیکنان از سهمیه ۹۰ نفره خارج از فصل به سقف ۵۵ بازیکن برای فصل عادی است. اگرچه پیاده کردن یک جدول زمانی برای بازی‌های پیش فصل به اندازه فصل عادی سخت نیست، اما محدودیتها و سنتهای زیادی وجود دارد که انتخاب حریف در بازی‌های پیش فصل را دشوار می‌کند. تعیین روز و زمان بازی نیز برگزاری چنین بازی‌های را با مشکل روبه رو کرده‌است. انجام بازی‌های تمرینی معمول در بیسبال و هاکی که در آن هر تیم به دو دسته تقسیم می‌شود تا در یک روز دو بازی انجام دهد، ممنوع است.
NFL برای گسترش محبوبیت لیگ در اروپا، ژاپن، کانادا، استرالیا (از جمله American Bowl در سال ۱۹۹۹) و مکزیک بازی‌های دوستانه برگزار کرده‌است (بازیهایی از این نوع برای چین مطرح شد، اما به دلیل مشکلات لجستیکی، سرانجام لغو شد). این لیگ بازی با حریفان غیر از لیگ را به‌طور ضمنی ممنوع کرده‌است، آخرین بازی بین لیگ در سال ۱۹۷۲ انجام و آخرین بازی در مقابل تیمی خارج از NFL در سال ۱۹۷۶ برگزار شده‌است.
این بازی‌های دوستانه در میان بسیاری از طرفداران محبوب نیست، و از اینکه بلیط دو بازی دوستانه خانگی تیم را در قالب بسته بلیط فصلی و با قیمتی یکسان می‌خرند، اظهار نارضایتی کرده‌اند. پرونده‌های قضایی زیادی توسط طرفداران و دسته‌های هوادارای علیه NFL یا تیم‌های عضو آن در این باره مطرح شده‌است، اما هیچ‌یک در توقف آن موفق نبوده‌اند. Pro Bowl، که به‌طور سنتی پس از پایان فصل NFL برگزار می‌شد (از سال ۲۰۱۱ یک هفته قبل از Super Bowl)، نیز یک بازی دوستانه محسوب می‌شود.
لیگ فوتبال سالنی به‌طور کوتاه‌مدت در اوایل دهه ۲۰۰۰ یک دوره بازی‌های دوستانه برگزار کرد، ایده‌ای که در سال ۲۰۰۳ با قرارداد جدید تلویزیونی به پایان رسید. بازی‌های دوستانه خارج از فصل در بین لیگ‌های فوتبال آمریکایی داخل سالن نسبتاً رایج است. از آنجا که تیم‌ها در آن سطح از بازی‌ها مرتباً لیگ عوض می‌کنند، غیر معمول نیست که برخی لیگ‌های کوچکتر بازی‌های دوستانه را مقابل تیم‌هایی از لیگ دیگر برنامه‌ریزی کنند که قصد دارند به صورت آزمایشی یا به عنوان تیم نیمه-حرفه‌ای برای پر کردن جدول زمانی به لیگ بپیوندند.

### فوتبال کالج و دبیرستان
بسیاری از تیم‌های فوتبال کالج، به ویژه دانشگاه‌های بزرگتر، یک بازی دوستانه درون دانشگاهی (میان بخش‌ها یا دانشکده‌های یک دانشگاه) را در فصل بهار برگزار می‌کنند که به‌طور عمده با هدف ارتقا تیم و فرصت دادن به بازیکنان جدید در بازی‌های عمومی انجام می‌شود. بسیاری از این بازی‌ها از طریق تلویزیون ملی پخش می‌شوند، اگرچه اهمیتی در سطح بازی‌های بین دانشگاهی ندارند. در ورزش‌های دانشگاهی اصطلاح رایجی که برای تمرینات پایان فصل بهار استفاده می‌شود "بازی‌های بهاره" است.
در فوتبال دانشگاهی، بازی‌های دوستانه جدی بین کالج‌های رقیب در بالاترین سطح برگزار نمی‌شود. به دلیل اهمیت نظرسنجی در سطح بالای فوتبال دانشگاهی، حتی بازی‌های دوستانه هم به واقع جنبه دوستانه ندارند زیرا می‌توانند بر نظرات در رأی‌گیری تأثیر بگذارند. امکان برگزاری بازی‌های درون دانشگاهی هم وجود دارد زیرا تیمی که در مقابل خودش بازی کند امکان قضاوت برای شرکت‌کنندگان در نظرسنجی را پایین می‌آورد، و در سطوح پایین (Football Bowl Subdivision (FBS، رسیدن به عنوان قهرمانی با اصل هدف تعیین می‌شود، بنابراین این تیم‌ها می‌توانند در بازی‌هایی خارج از قالب لیگ شرکت کنند بدون اینکه روی صعودشان به پلی آف تأثیری بگذارد.
تیم‌های فوتبال دبیرستان در تمرینات پیش فصل اغلب با تیم‌های دیگر در بازی‌های تمرینی شرکت می‌کنند، اما به دلیل قوانین لیگ و نگرانی‌ها در مورد امور مالی، مسافرت و آسیب دیدگی بازیکنان و چون در مدارس بیشتر مناطق با نیمسال تحصیلی سپتامبر - ژوئن، ثبت نام تا اوایل ماه اوت قطعی نمی‌شود، برگزاری بازی‌های دوستانه مفصل نادر است. بعضی از ایالت‌ها مسابقات پیش فصلی را برگزار می‌کنند که به آنها "جامبوری" می‌گویند و در آن چند جفت تیم فوتبال دبیرستان به نوبت یک‌نیمه (معمولاً ۲۴ دقیقه از زمان بازی) را بازی می‌کنند تا بازیکنان قبل از اولین بازی رسمی خود، تجربه‌ای کسب کرده باشند. از مسابقات نمایشی فوتبال دبیرستان، بازی آل-استار است که معمولاً بازیکنان برتر یک منطقه را گرد هم می‌آورد. این بازی‌ها به‌طور معمول توسط فارغ التحصیلان بعد از یک فصل عادی یا در تابستان انجام می‌شود. بسیاری از این بازی‌ها که شامل بازی All-American Bowl و Under Armour All-America می‌شوند، به عنوان ویترین بازیکنان مورد استفاده قرار می‌گیرند تا مورد توجه دانشکده‌ها قرار گرفته و شانس خود برای ورود به آنها را افزایش دهند.

## فوتبال کانادایی
تیم‌های لیگ فوتبال کانادا هر ساله در ماه ژوئن، دو بازی دوستانه انجام می‌دهند. بازی‌های دوستانه در CFL از نظر کادر مربیگری و بازیکنان اهمیت زیادی پیدا کرده‌اند چرا که از آنها به عنوان آخرین مرحله اردوی آموزشی استفاده می‌شود و لیست بازیکنان برای فصل پیش رو پس از این بازی‌های دوستانه که معمولاً "پیش فصل" نامیده می‌شوند، بسته می‌شود.

## راگبی
در دوران آماتور، فقط تعداد محدودی مسابقات راگبی بین تیم‌های ملی برگزار می‌شد؛ بنابراین، مسابقات بین تیم‌های ملی هرگز "نمایشی" یا "دوستانه" محسوب نمی‌شوند، زیرا همیشه حالت بازی آزمایشی دارند و با همین لفظ شناخته می‌شوند. تیم‌های ملی گاهی مسابقاتی از این دست را در مقابل تیم‌های دعوتی مانند بربرین اف.سی. و باشگاه راگبی بربر برگزار می‌کنند. باشگاه‌های راگبی نیز گاهی مسابقات پیش فصل انجام می‌دهند.

## فوتبال استرالیایی
فوتبال استرالیایی پس از ایجاد قواعد آن در ویکتوریا در سال ۱۸۵۹ به سراسر استرالیا و سپس جهان معرفی شد. بیشترین عامل در توسعه این ورزش را می‌توان مسابقات دوستانه‌ای دانست که به منظور رشد قواعد این بازی در لیگ‌های بزرگ منطقه‌ای و دیگر کشورها برگزار می‌شد.

## مسابقات اتومبیلرانی
نهادهای مختلف مسابقات اتومبیلرانی رویدادهایی نمایشی یا دوستانه را برگزار می‌کنند که معمولاً هیچ امتیاز قهرمانی ندارند، اما به شرکت کنندگان جوایزی اعطا می‌کنند. سری رقابت‌های جام ناسکار سالانه دو رویداد نمایشی برگزار می‌کند: Advance Auto Parts Clash که در ابتدای فصل در پیست دیتونا اینترنشنال اسپیدوی و مسابقه آل-استار ناسکار که در اواسط فصل در پیست شارلوت موتور اسپیدوی برگزار شد. هر دو رویداد جوایز سنگینی بیش از ۱٬۰۰۰٬۰۰۰ دلار آمریکا دارند. ناسکار همچنین مسابقاتی در پیست‌های سوزوکا و تویین رینگ موتگی در ژاپن و پیست کالدر پارک ریس وی در استرالیا را برگزار کرده‌است. از دیگر نمونه‌های تاریخی مسابقاتی که فاقد عنوان قهرمانی است می‌توان به مارلبرو چلنج در مسابقات IndyCar و TOCA Touring Car Shootout در مسابقات اتومبیلرانی قهرمانی انگلیس اشاره کرد. تا اواسط دهه ۱۹۸۰ تعداد قابل توجهی مسابقات فرمول یک غیر قهرمانی وجود داشت. تیم‌های اتحادیه ملی Hot Rod در رده Pro stock یک مسابقه پیش فصل دارند که قبل از شروع مسابقات اصلی در پومونا برگزار می‌شود. Pro Stock Showdown یک مسابقه پیش فصل است که برای تیم‌های Pro Stock، در پیست لاس وگاس موتور اسپیدوی برگزار می‌شود.